# Boécourt
Boécourt é uma comuna da Suíça, situada no distrito de Delémont, no cantão de Jura. Tem 15,57 km² de área e sua população em 2018 foi estimada em 914 habitantes.